# Hart Racing Engines

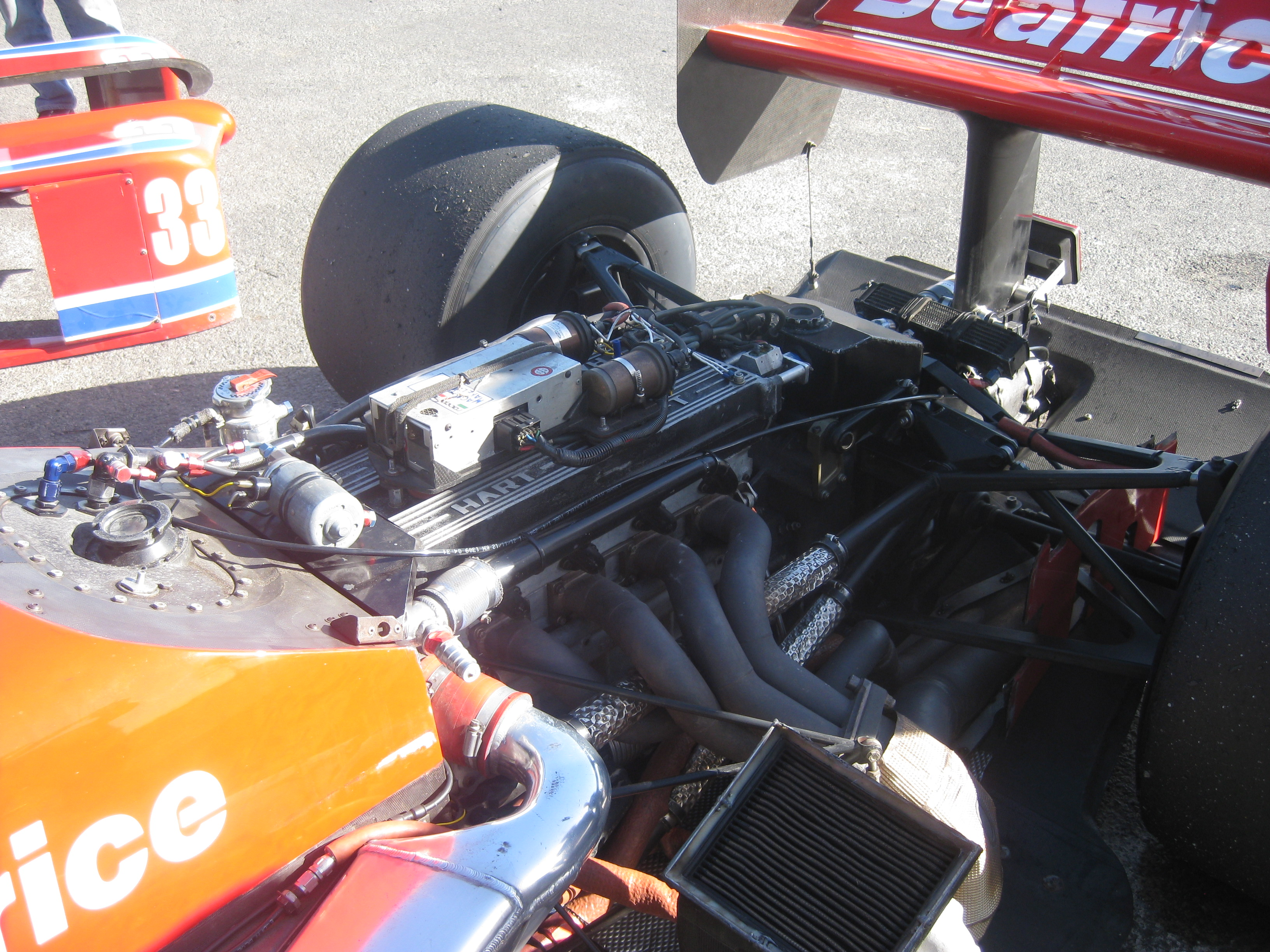
Motor Hart 415T L4 utilizado pela Lola em.

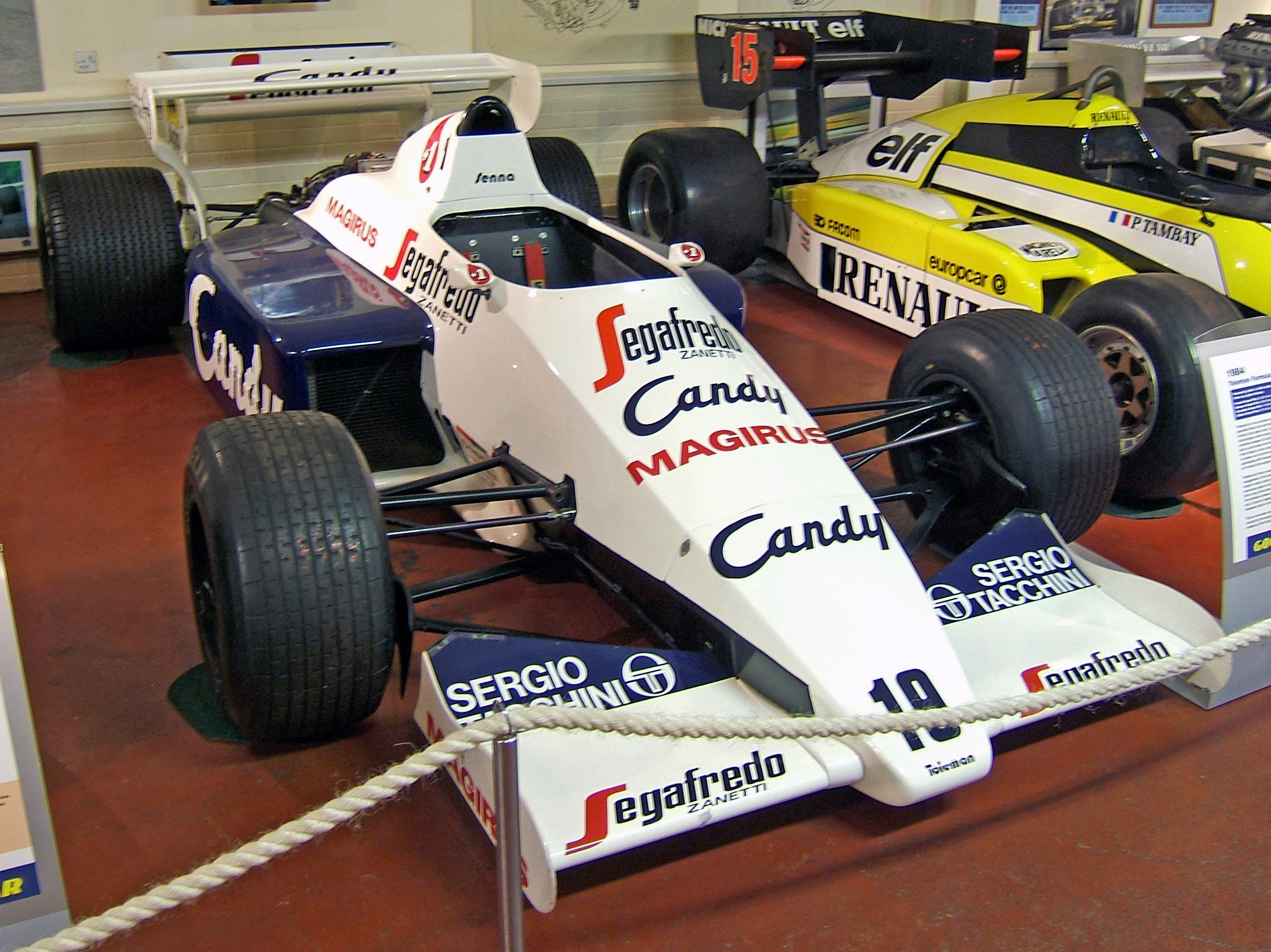
Toleman TG184 com motor Hart de.

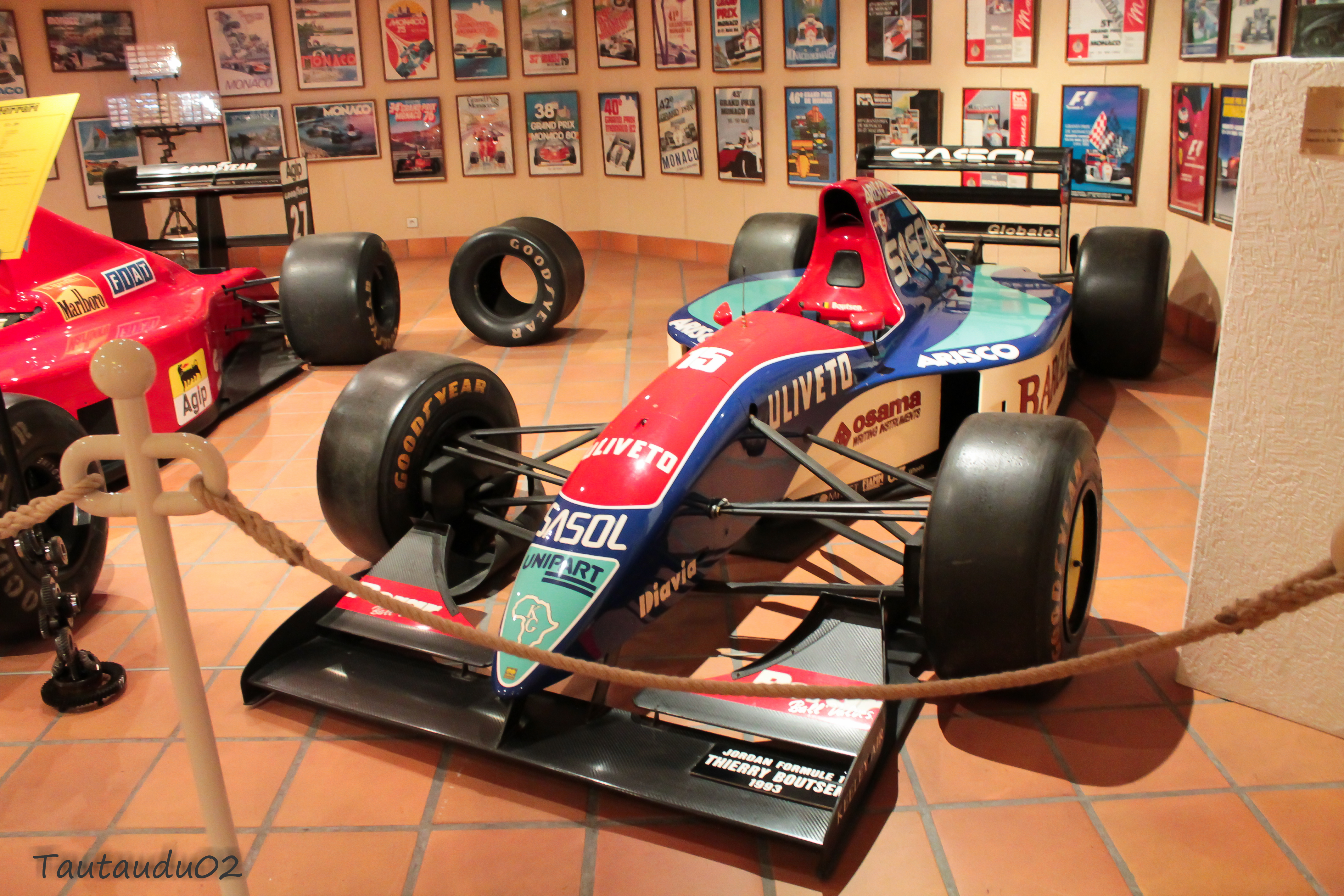
Jordan 193 com motor Hart em.

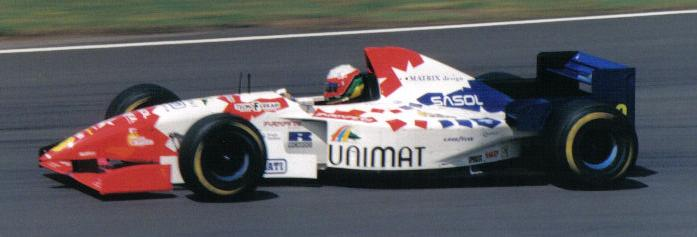
Massimiliano Papis pilotando o Footwork FA16 com motor Hart em.

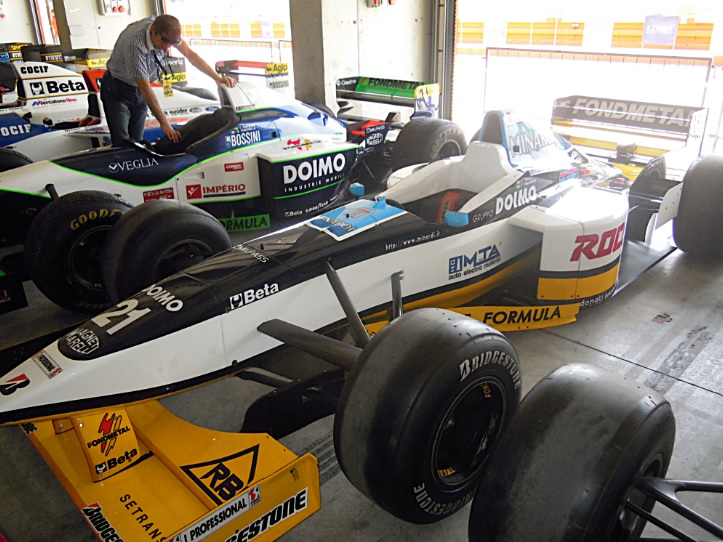
Minardi M197 utilizou o motor Hart em.

A Hart Racing Engines foi uma empresa britânica que fornecia motores para 7 equipes de Fórmula 1: Toleman, Spirit, RAM, Lola, Jordan, Footwork e Minardi. A Hart participou de 145 Grandes Prêmios de 1981 a 1986, 1993 a 1997, com 328 carros no total e: 2 pole positions, 2 voltas mais rápidas e 5 pódios; nenhuma vitória e tendo o 2.º lugar de Ayrton Senna no GP de Mônaco de 1984 na Toleman como melhor resultado; sua melhor classificação no campeonato de pilotos foi o 6.º lugar de Rubens Barrichello (Jordan) em 1994 e 5.º lugar no de construtores pela Jordan também em 1994.
Fundada pelo engenheiro britânico Brian Hart em 1969, ela investiu em várias equipes independentes em diversas categorias diferentes, até construir o motor da Fórmula 2 para a equipe Toleman em 1979-80.
Em 1998, Tom Walkinshaw, dono da Arrows, compra a fábrica de motores da Hart, rebatizando-os com o mesmo nome de sua equipe. Frustrado com o baixo desenvolvimento, Brian Hart sairia da Arrows pouco tempo depois. A equipe usaria estes motores até 1999, quando os trocaria pelos Supertec (Renault rebatizados).

## Fornecimento de motores
| Ano                                 | Equipe   | Motor                  |
| ----------------------------------- | -------- | ---------------------- |
| 1981                                | Toleman  | Hart 415T 1.5 L4 Turbo |
| 1982                                | Toleman  | Hart 415T 1.5 L4 Turbo |
| 1983                                | Toleman  | Hart 415T 1.5 L4 Turbo |
| 1984                                | Toleman  | Hart 415T 1.5 L4 Turbo |
| 1984                                | Spirit   | Hart 415T 1.5 L4 Turbo |
| 1984                                | RAM      | Hart 415T 1.5 L4 Turbo |
| 1985                                | Toleman  | Hart 415T 1.5 L4 Turbo |
| 1985                                | Spirit   | Hart 415T 1.5 L4 Turbo |
| 1985                                | RAM      | Hart 415T 1.5 L4 Turbo |
| 1985                                | Lola     | Hart 415T L4 Turbo     |
| 1986                                | Lola     | Hart 415T L4 Turbo     |
| Não forneceu motores de 1987 a 1992 |          |                        |
| 1993                                | Jordan   | Hart 1035 3.5 V10      |
| 1994                                | Jordan   | Hart 1035 3.5 V10      |
| 1995                                | Footwork | Hart 830 3.0 V8        |
| 1996                                | Footwork | Hart 830 3.0 V8        |
| 1997                                | Minardi  | Hart 830 AV7 3.0 V8    |

### Não oficiais
| Ano  | Equipe | Motor                |
| ---- | ------ | -------------------- |
| 1998 | Arrows | Arrows T2-F1 3.0 V10 |
| 1999 | Arrows | Arrows T2-F1 3.0 V10 |

### Campeonato de Pilotos[1]
| Ano  | Pos | Piloto             |
| ---- | --- | ------------------ |
| 1994 | 6º  | Rubens Barrichello |

### Campeonato de Construtores[1]
| Ano  | Pos | Construtor |
| ---- | --- | ---------- |
| 1994 | 5º  | Jordan     |

### Pódios[1]
| Ano  | Grande Prêmio | Pos | Piloto             | Construtor |
| ---- | ------------- | --- | ------------------ | ---------- |
| 1984 | Mônaco        | 2º  | Ayrton Senna       | Toleman    |
| 1984 | Grã-Bretanha  | 3º  | Ayrton Senna       | Toleman    |
| 1984 | Portugal      | 3º  | Ayrton Senna       | Toleman    |
| 1994 | Pacífico      | 3º  | Rubens Barrichello | Jordan     |
| 1995 | Austrália     | 3º  | Gianni Morbidelli  | Footwork   |

## Números na Fórmula 1
- Vitórias: 0[2] (0%[3])
- Pole-Positions: 2[4] (1,380%[5])
- Voltas Mais Rápidas: 2[6]
- Triplos (Pole, Vitória e Volta Mais Rápida) 0[7] (não considerando os pilotos, apenas o motor)
- Pontos: 63[8]
- Pódios: 5[9]
- Grandes Prêmios: 145[10] (Todos os Carros: 328[11])
- Grandes Prêmios com Pontos: 24[12]
- Largadas na Primeira Fila: 2[13]
- Posição Média no Grid: 17,078[14]
- Km na Liderança: 13,080 Km[15]
- Primeira Vitória: 0[16]
- Primeira Pole Position: 53[17]
- Não Qualificações: 29[18]
- Desqualificações: 1[19]
- Porcentagem de Motores Quebrados: 65,240%[20]